# Марино поле (квартал)
Вижте пояснителната страница за други значения на Марино поле.
Марино поле е квартал на град Велико Търново, намиращ се в самия център на града.

## История

### Село Марино поле
Легенди за село Марино поле, се носят, че е съществувало от началото на XV век. През 1850 година майстро Колю Фичето построява Православния храм „Света Марина“. Към него се открива и килийно училище. Край селото са съществували няколко чешми. В района на днешня парк „Дружба“, се е намирал гробищния парк на селото, а по-късно и гробищен парк на Търново. В района на днешния парк „Марно поле“ е съществувал пазар за зеленчуци и животни. През 1906 година се отпуска заем от БНБ за постройка на училищна сграда. В района на селото се е провеждал „Национален събор на еснафите“. Може би едно от най-важните събития случили се в населеното място е развяването на националния трибагреник, което дава основание Учредителното събрание да го приеме за национално знаме. В началото на XX век край селото се открива футболно игрище.

### Квартал Марино поле
През 1927 година селото става квартал на Търново. През 50-те години на XX век в него се постояват двуетажни кооперации, няколко десетилетия по-късно жилищни блокове. Построява се детска градина. Училище „Патрирх Евтимий“ се построява през 1975 година.